# 量子気体顕微鏡
量子気体顕微鏡（りょうしきたいけんびきょう）とは光格子を用いて観察する顕微鏡。

## 概要
光格子を用いて光格子中に導入された強相関原子系の原子の空間分布を、単一サイトの分解能かつ単一原子の感度での観測を可能にすることで従来の手法では見えなかった試料の像が可視化される。
対向した鏡の間で原子共鳴周波数から十分に離れた周波数のレーザーの反射を繰り返すことで、原子に対する周期的なポテンシャルとして機能する光定在波(光格子)が出来る。光格子の周期は固体の周期よりも2桁も長く、原子の質量は電子の質量より3-5桁大きいため、光格子中のトンネリングは ms程度の極端に遅いレートで起こるので系のダイナミクスを実時間で追跡・観測できる。
ボース・ハバードモデルに対しては、ボース・アインシュタイン凝縮(BEC)のような状態である超流動状態から、モット絶縁体(MI)相への転移に関してこれまで間接的に推測されていたことを目に見えるように確認出来る。